# Tytthoscincus
Genre
Tytthoscincus est un genre de sauriens de la famille des Scincidae.

## Répartition
Les 23 espèces de ce genre se rencontrent en Asie du Sud-Est.

## Liste des espèces
Selon The Reptile Database (2 janvier 2019) :
- Tytthoscincus aesculeticola (Inger, Lian, Lakim & Yambun, 2001)
- Tytthoscincus atrigularis (Stejneger, 1908)
- Tytthoscincus batupanggah Karin, Das & Bauer, 2016
- Tytthoscincus biparietalis (Taylor, 1918)
- Tytthoscincus bukitensis (Grismer, 2007)
- Tytthoscincus butleri (Boulenger, 1912)
- Tytthoscincus hallieri (Lidth De Jeude, 1905)
- Tytthoscincus ishaki (Grismer, 2006)
- Tytthoscincus jaripendek Grismer, Wood, Quah, Anuar, Ngadi, Mohd-Izam & Ahmad, 2017
- Tytthoscincus kakikecil Grismer, Wood, Quah, Anuar, Ngadi, Mohd-Izam & Ahmad, 2017
- Tytthoscincus keciktuek Grismer, Wood jr, Ahmad, Baizul-Hafsyam, Afiq-Shuhaimi, Rizal & Quah, 2018
- Tytthoscincus langkawiensis (Grismer, 2008)
- Tytthoscincus leproauricularis Karin, Das & Bauer, 2016
- Tytthoscincus martae Grismer, Wood, Quah, Anuar, Ngadi, Mohd-Izam & Ahmad, 2017
- Tytthoscincus monticolus Grismer, Wood jr, Ahmad, Baizul-Hafsyam, Afiq-Shuhaimi, Rizal & Quah, 2018
- Tytthoscincus panchorensis Grismer, Muin, Wood Jr, Anuar & Linkem, 2016
- Tytthoscincus parvus (Boulenger, 1897)
- Tytthoscincus perhentianensis (Grismer, Wood & Grismer, 2009)
- Tytthoscincus sibuensis (Grismer, 2006)
- Tytthoscincus temasekensis Grismer, Wood jr, Lim & Liang, 2017
- Tytthoscincus temengorensis (Grismer, Ahmad & Onn, 2009)
- Tytthoscincus temmincki (Duméril & Bibron, 1839)
- Tytthoscincus textus (Müller, 1894)

## Systématique et taxinomie
Ce genre a été révisé par Grismer, Muin, Wood, Anuar et Linkem en 2016

## Publication originale
- Linkem, Diesmos & Brown, 2011 : Molecular systematics of the Philippine forest skinks (Squamata: Scincidae: Sphenomorphus): testing morphological hypotheses of interspecific relationships. Zoological Journal of the Linnean Society, vol. 163, no 4, p. 1217–1243 (texte intégral).